# PowerBook 150
Le PowerBook 150 est un ordinateur portable d'Apple. Il remplaçait le PowerBook 145B et fut le dernier PowerBook de la série 100 (le PowerBook 190, malgré son nom, s'apparente en fait aux PowerBook de la série 500). Vendu à 1 300 $, il composait le bas de la gamme PowerBook et offrait de meilleures performances pour un prix inférieur à son prédécesseur. Il était aussi le plus léger des PowerBook série 100 et disposait d'une plus grande autonomie (2 heures 30 environ).
Il utilisait un microprocesseur Motorola 68030 cadencé à 33 MHz contre 25 MHz pour ses prédécesseurs et disposait d'une mémoire vive plus rapide (la même que sur les PowerBook Duo) extensible jusqu'à 40 Mo. Il était aussi le premier PowerBook à utiliser un disque dur IDE et non SCSI. Ces différences majeures viennent du fait due le 150 était équipé d'une carte mère de PowerBook Duo, les ultraportables de la gamme PowerBook. Pour baisser son prix, le PowerBook 150 avait néanmoins dû souffrir quelques sacrifices : son écran était d'une faible qualité et sa connectique était très pauvre. Il ne disposait en effet pas de port ADB (c'est d'ailleurs le seul PowerBook sans port ADB), ni de sortie vidéo, ni de port Ethernet : il n'était doté que d'un port série et d'un port SCSI.

## Caractéristiques
| Microprocesseur        | Motorola 68030 cadencé à 33 MHz                                                                                    |
| Adressage              | 32 bits |
| Bus système            | 32 bits à 33 MHz                                                                                                   |
| Mémoire cache          | 0,5 Kio de niveau 1                                                                                                |
| Mémoire morte          | 1 Mio |
| Mémoire vive           | 4 Mio soudés sur la carte mère, extensible à 40 Mio                                                                |
| Écran                  | LCD 9,5" à matrice passive                                                                                         |
| Résolutions supportées | 640 × 400 en 2 bits (noir et blanc)                                                                                |
| Disque dur             | SCSI de 120 à 250 Mo                                                                                               |
| Lecteur de disquette   | 3,5" 1,44 Mo « Superdrive »                                                                                        |
| Slots d'extension      | 1 emplacement pour modem (en option) 1 connecteur mémoire spécifique (Duo) de type SRAM (vitesse minimale : 70 ns) |
| Connectique            | 1 port SCSI (HDI-30) 1 port série (Mini Din-8) Sortie son : mono 8 bits Entrée son : mono 8 bits                   |
| Batterie               | NiCad lui assurant 2 h 30 d'autonomie                                                                              |
| Dimensions             | 5,7 × 28,6 × 23,6 cm                                                                                               |
| Poids                  | 2,6 kg |
| Alimentation           | 17 W |
| Systèmes supportés     | Système 7.1.1 à 7.6.1                                                                                              |